# Jostein Wilmann
Jostein Wilmann (* 15. Juli 1953 in Viggja (Sor-Trondelag)) ist ein ehemaliger norwegischer Radrennfahrer.

## Sportliche Laufbahn
Jostein Wilmann versuchte sich zunächst im Skispringen, Fußball und Eisschnelllaufen. Wilmann begann mit dem Radsport im Verein Trondheim Velociped Klub, 1977 wechselte zum Verein Rye. 1972 gewann er die ersten regionalen Meisterschaften. Den Durchbruch schaffte er, nachdem er zum Trainer des ehemaligen Olympiasiegers Knud Knudsen gewechselt war, 1974 mit dem Sieg bei der Telemark Rundt, die er auch 1977 und 1978 gewann. 1974 startete er das erste Mal im Ausland bei einer Rundfahrt, der Großbritannien-Rundfahrt, die er als 8. beendete. Er war zweimal nordischer Meister im Mannschaftszeitfahren mit der Nationalmannschaft.
Wilmann war ein hervorragender Etappenfahrer. Im Grand Prix Guillaume Tell gewann er 1975 die 5. Etappe. Als Amateur gewann er die Österreich-Rundfahrt 1978 (trotz einer schweren Erkältung), die Steiermark-Rundfahrt und die Rheinland-Pfalz-Rundfahrt 1979. Bei der Österreich-Rundfahrt war er Erster auf dem berühmten Anstieg zum Großglockner und wurde in die Liste der „Großglockner-Könige“ eingetragen, wobei er auch die Etappe gewann. 1976 wollte er seine Karriere schon beenden, als der Verband ihm mitteilte, dass er nicht für die Olympischen Spiele in Montreal nominiert wurde. Er zog sich kurzzeitig zurück und arbeitete auf dem Bauernhof seiner Eltern. Dieser war ein lebenslanger Rückzugsort in allen Krisen des Lebens, die Wilman mehrfach sportlich und privat erlebte. Nach einigen Wochen kehrte er zum Radsport zurück, startete bei der Slowakei-Rundfahrt und wurde dort Dritter. Während der Rundfahrt wurde sein Rad gestohlen, er sicherte seine Platzierung mit Hilfe der sowjetischen Mannschaft, die ihm ein Rad lieh. Auch bei der Internationalen Friedensfahrt war er für Norwegen zwischen 1975 und 1977 dreimal am Start und erreichte 1977 mit Platz 36. seine beste Platzierung.
Nachdem er 1977 erneut die Telemark Rundt gewonnen hatte, erhielt er von Eddy Merckx ein Angebot für das Team Fiat. Er lehnte ab, da das Angebot ihm zu schlecht erschien. Das Jahr 1979 wollte er nutzen, um durch gute Leistungen ein attraktiveres Profi-Angebot zu bekommen. Mit Geir Digerud, Morten Sæther und Hans-Petter Ødegård gewann er die Bronzemedaille bei den UCI-Weltmeisterschaften im Mannschaftszeitfahren. Den großen Erfolg erhoffte er sich bei der Tour de l’Avenir, doch die Norweger sagten aus Geldmangel des Verbandes NCF den Start ab. Dies empörte die radsportbegeisterte norwegische Öffentlichkeit, die ehemalige Opernsängerin aus Oslo, Gudrun Bøllemose, organisierte eine Spende, die dazu führte, dass das fehlende Geld aufgebracht und die Norweger doch noch starten konnten. Wilman bedankte sich mit einer starken Leistung und beendete die Tour als Dritter. Am Abend des Empfanges für die Sieger erhielt er vor Ort ein Angebot von Jean de Gribaldy für die nächste Saison, das er sofort annahm.  Er wechselte 1980 ins Lager der Berufsfahrer zum Team Puch-Sem nach Frankreich und wurde dort Co-Equipier von Dietrich Thurau, Teamleiter war damals Rudi Altig. 1980 startete er bei der Tour de France und belegte im Gesamtklassement den 14. Platz (nachdem er bis zur 8. Etappe noch Dritter war, aber durch Sturz diese Position verlor). Dies ist bis heute das beste Ergebnis eines Norwegers bei der Tour. 1982 zählte er zum engeren Favoritenkreis der Tour, musste nach einer Lungenentzündung nach der 19. Etappe aber aufgeben. Nach einer längeren Genesungspause bestritt er die Deutschland-Rundfahrt. Kurz nach seinem Etappensieg in Boppard bekam er die Nachricht von seinem Sponsor, dass sich sein Team Capri-Sonne (für das auch Gregor Braun fuhr) überraschend aus dem Radsport zurückziehen werde. Völlig demotiviert zog er sich wieder auf seinen 100 Hektar großen Bauernhof zurück, um dort zu arbeiten. Zum Ende des Jahres bekam er ein neues Angebot für die Saison 1983 vom Team Eurotex-Magniflex-Mavic aus der Schweiz. Er nahm an und startete in seine letzte Profisaison.
1980 konnte er auch den Großen Preis der Dortmunder Union-Brauerei gewinnen, eines der wenigen Straßenrennen, die damals in Deutschland veranstaltet wurden. In jenem Jahr erreichte er mit Platz 13 seine beste Platzierung bei einem Straßenrennen einer UCI-Weltmeisterschaft. Zu seinen herausragenden Ergebnissen zählen der Sieg in der Tour de Romandie und der Setmana Catalana 1982. Unter Rennfahrerkollegen wurde er „Der Wikinger“ genannt.  Er startete mehrfach bei den UCI-Weltmeisterschaften im Straßenfahren für die norwegische Nationalmannschaft. Sein bestes Ergebnis dabei erreichte er 1983 in Altenrhein in der Schweiz mit Platz 31.
Seine Karriere beendete er 1984.

## Buch
In seinem 1982 veröffentlichten Buch Mil After Miles – Jostein Wilmann (ISBN 82-03-10890-3) gab er zu, dreimal Dopingmittel ausprobiert zu haben, aber nicht über einen längeren Zeitraum gedopt zu haben.

## Berufliches
Ursprünglich war Wilmann Landwirt und arbeitete auch in den Wintermonaten seine Profizeit noch gelegentlich auf dem elterlichen Hof. Nach seiner Radsportkarriere eröffnete er einen Fahrradgeschäft, das Trondheim Cycle Center in Ila.2016 verlegte er das Geschäft auf den heimatlichen Bauernhof, um mehr Zeit für die Familie und die Landwirtschaft zu haben.

## Privates
Sein Sohn Frederik Wilmann ist ebenfalls Radsportler, Wilmann hat zwei weitere Kinder.